# 小林善彦
小林 善彦（こばやし よしひこ、1927年10月5日- ）は、日本のフランス文学者。東京大学教養学部名誉教授、日仏会館顧問。

## 略歴
東京府に生まれる。東京大学文学部仏文科卒。1965年に東京大学教養学部助教授となり、教授、1988年定年退官、名誉教授、学習院大学教授、日仏会館副理事長などを歴任している。1976年 - 78年の間にパリ日本館館長も務めている。
ジャン＝ジャック・ルソーの研究が専門。

## 著書
- 『ルソーとその時代 文学的思想の試み』（大修館書店、1973年、増補版1982年）
- 『パリ日本館だより フランス人とつきあう法』（中公新書、1979年）
- 『フランス語《発音編》』（白水社、1981年、白水社カセットブックス）
- 『フランスの知恵と発想』（白水社、1987年）
- 『フランス学入門』（白水社、1991年）
- 『誇り高き市民 ルソーになったジャン=ジャック』（岩波書店、2001年）
- 『「知」の革命家ヴォルテール 卑劣なやつを叩きつぶせ』（柘植書房新社、2008年）

共編
- 『人権は「普遍」なのか 世界人権宣言の50年とこれから』樋口陽一共編 （岩波ブックレット、1999年）

### 翻訳
- マルセル・ラヴァル『パリの歴史』山路昭共訳 （白水社・文庫クセジュ、1957年）
- V.L.ソーニエ『十七世紀フランス文学』（白水社・文庫クセジュ、1958年）
- ジャン・ミュレール『太陽の影 アルジェリア出征兵士の手記』
鈴木道彦、二宮敬共訳 （青木書店、1958年）
- 「人間不平等起原論」-「世界の名著30 ルソー」（中央公論社、1966年）
中公文庫、1974年／中公クラシックス「人間不平等起原論・社会契約論」、2005年（新版解説も）
- ルソー『言語起源論』（現代思潮社・古典文庫、1970年、のち新版）
- ルソー『告白』（白水社：「全集」1・2巻、1979年／「ルソー選集」[1]1・2・3巻、1986年）